# Drymophloeus whitmeeanus
Drymophloeus whitmeeanus är en enhjärtbladig växtart som beskrevs av Odoardo Beccari. Drymophloeus whitmeeanus ingår i släktet Drymophloeus och familjen Arecaceae.
Artens utbredningsområde är Samoa. Inga underarter finns listade i Catalogue of Life.